# 괴산·증평군의 농어촌버스
괴산군, 증평군의 농어촌버스는 충청북도 괴산군과 증평군의 대표적인 시내 대중교통 수단으로 운수업체로는 아성교통관광이 있다.

## 운임
2024년 11월 23일 기준 운임이며, 환승 할인은 제공되지 않는다.
| 종류 | 나이                 | 카드 (원) | 현금 (원) |
| ---- | -------------------- | --------- | --------- |
| 일반 | 어른 (20세 이상)     | 1650      | 1700      |
| 일반 | 청소년 (14세 ~ 19세) | 1300      | 1350      |
| 일반 | 어린이 (8세 ~ 13세)  | 800       | 850       |

- 2013년 1월 1일부터 단일운임제가 시행되었으나[2] 괴산군과 증평군을 왕복하는 운행노선에서는 적용되지 않고 있다.

## 운수 업체
2014년 12월 기준이다. 아래 운수 회사는 괴산군 면허이며 증평군을 면허로 가진 운수 회사는 없다.
| 운행업체     | 면허 대수 | 면허 대수 | 면허 대수 | 면허 대수 |
| ------------ | --------- | --------- | --------- | --------- |
| 운행업체     | 대수 합계 | 일반버스  | 좌석버스  | 공영버스  |
| 아성교통관광 | 35        | 24        | -         | 11        |
| 합계         | 35        | 24        | -         | 11        |

## 인접 노선

### 인접 시·군 노선
| 지역 | 노선                              |
| ---- | --------------------------------- |
| 진천 | 증평 ↔ 진천                       |
| 음성 | 증평 ↔ 음성                       |
| 충주 | 103 · 200 · 201 · 241 · 242       |
| 청주 | 105(좌석) · 109(급행) · 111 · 114 |